# Maria Eleonora a Albaniei
Prințesa Maria Eleonora a Albaniei, Prințesă de Wied (în germană Marie Eleonore Elisabeth Cecilie Mathilde Lucie Prinzessin von Wied; n. 19 februarie 1909, Potsdam, Imperiul German – d. 29 septembrie 1956, Miercurea Ciuc, România), a fost singura fiică a lui Wilhelm, Prinț de Albania, și a soției sale, Prințesa Sophie de Schönburg-Waldenburg.
A deținut titlul de prințesă a Albaniei și a fost numită și Donika, în omagiu adus Donikăi Kastrioti.

## Familie și primii ani
Prințesa Marie Eleonore de Wied s-a născut la 19 februarie 1909 în Potsdam, Brandenburg, Prusia, în cadrul Imperiului German. A fost sora mai mare a lui Carol Victor, Prinț Moștenitor al Albaniei.

## Educație și carieră
După ce familia sa a fost exilată din Albania în 1914, Maria Eleonora a urmat un liceu de fete în München și a studiat un an la colegiul agricol din Hohenheim. Ulterior, a urmat cursuri de economie și științe politice la universitățile din Bonn și Berlin. În 1937 și-a finalizat doctoratul la Berlin cu teza „Capitalul internațional al Americii de Sud”.

## Căsătorii
La 16 noiembrie 1937 s-a căsătorit cu Prințul Alfred de Schönburg-Waldenburg (1905-1941) la München, Bavaria, Germania. După decesul acestuia în 1941, Marie Eleonore s-a întors în România, unde locuiau părinții săi.
La 5 februarie 1949 s-a căsătorit cu Ion Octavian Bunea (1899-1977) la București, România, devenind astfel cetățean român.

## Perioada în România și decesul
După instaurarea regimului comunist în România, Maria Eleonora a fost arestată de autoritățile comuniste la 25 iulie 1949, fiind acuzată de trădare și spionaj în favoarea puterilor occidentale. A fost condamnată la 15 ani de muncă forțată, iar soțul ei a primit o pedeapsă de cinci ani. După șase ani de detenție la închisoarea de femei de la Mislea, a fost transferată la Penitenciarul Miercurea Ciuc, unde a decedat la 29 septembrie 1956, la vârsta de 47 de ani, cel mai probabil din cauza condițiilor inumane de detenție și a tuberculozei. A fost înmormântată într-un mormânt nemarcat în curtea închisorii.